# Coppa Mitropa 1966
La Coppa Mitropa 1966 fu la ventiseiesima edizione del torneo e venne vinta dagli italiani della AC Fiorentina.
Fu un'edizione a carattere straordinario e aggiuntiva, in vista del passaggio per l'anno successivo al modello organizzativo delle altre coppe europee. Constò di una fase preliminare primaverile per designare due delle quattro partecipanti alla final four di giugno in Toscana.

## Partecipanti
| Nazione                   | Squadra                           | Campionato                                                                                          | Note                                                    |
| ------------------------- | --------------------------------- | --------------------------------------------------------------------------------------------------- | ------------------------------------------------------- |
| Cecoslovacchia (bandiera) | Jednota Trencin SK Slavia Praha   | 5º campionato di Cecoslovacchia 1964-65 1º campionato di Cecoslovacchia 2. liga - Skupina A 1964-65 |                                                         |
| Italia (bandiera)         | AC Fiorentina Napoli              | Qualificata perché finalista nella Coppa Mitropa 1965 2º campionato d'Italia serie B 1964-65        | 4º campionato d'Italia 1964-65                          |
| Jugoslavia (bandiera)     | FK Sarajevo Crvena Zvezda Beograd | Vicecampione di Jugoslavia 1964-65 3º campionato di Jugoslavia 1964-65                              |                                                         |
| Ungheria (bandiera)       | Vasas MTK                         | Qualificata perché finalista nella Coppa Mitropa 1965 8º campionato d'Ungheria 1965                 | Vincitrice Coppa Mitropa 1965, Campione d'Ungheria 1965 |
| Austria (bandiera)        | Admira Wien Wiener Sport-Club     | 3º campionato d'Austria 1964-65 4º campionato d'Austria 1964-65                                     |                                                         |

## Torneo

### Primo turno
Gare giocate il 24 marzo e 14 aprile
| Squadra 1             | Totale | Squadra 2         | Andata | Ritorno |
| --------------------- | ------ | ----------------- | ------ | ------- |
| FK Sarajevo           | 2 - 4  | Wiener Sport-Club | 2 - 1  | 0 - 3   |
| MTK                   | 1 - 2  | SK Slavia Praha   | 1 - 0  | 0 - 2   |
| Admira Wien           | 2 - 5  | Jednota Trencin   | 2 - 1  | 0 - 4   |
| Crvena Zvezda Beograd | 3 - 2  | Napoli            | 2 - 0  | 1 - 2   |

### Secondo turno
| Squadra 1       | Totale | Squadra 2             | Andata | Ritorno |
| --------------- | ------ | --------------------- | ------ | ------- |
| SK Slavia Praha | 5 - 6  | Wiener Sport-Club     | 4 - 1  | 1 - 5   |
| Jednota Trencin | 4 - 1  | Crvena Zvezda Beograd | 3 - 1  | 1 - 0   |

### Semifinali

Kurt Hamrin, premiato come miglior giocatore della semifinale tra la Fiorentina e il Wiener, terminata 4-2.

Vasas e AC Fiorentina accedono direttamente alle semifinali in qualità di finaliste della edizione precedente della competizione.
Gare giocate il 15 giugno
| Squadra 1       | Risultato | Squadra 2         |
| --------------- | --------- | ----------------- |
| Jednota Trencin | 1 - 0     | Vasas             |
| AC Fiorentina   | 4 - 2     | Wiener Sport-Club |

### Finale 3º-4º posto
Gara giocata il 18 giugno a Pisa
| Squadra 1 | Risultato | Squadra 2         |
| --------- | --------- | ----------------- |
| Vasas     | 4 - 3     | Wiener Sport-Club |

### Finale
Gara giocata il 19 giugno a Firenze
| Squadra 1     | Risultato | Squadra 2       |
| ------------- | --------- | --------------- |
| AC Fiorentina | 1 - 0     | Jednota Trencin |

| Arbitro: | Zecevic |

|              |           |  |
| Brugnera 77’ | Marcatori |  |

| Fiorentina | Jednota Trenčín |

|                     |    |                          |  |
|                     |    |                          |  |
|                     | 1  | Alfredo Paolicchi        |  |
|                     | 2  | Bernardo Rogora          |  |
|                     | 3  | Marcello Diomedi         |  |
|                     | 4  | Rino Marchesi            |  |
|                     | 5  | Piero Gonfiantini        |  |
|                     | 6  | Giovan Battista Pirovano |  |
|                     | 7  | Kurt Hamrin              |  |
|                     | 8  | Roberto Vieri            |  |
|                     | 9  | Mario Brugnera           |  |
|                     | 10 | Giancarlo De Sisti       |  |
|                     | 11 | Luciano Chiarugi         |  |
|                     |    |                          |  |
|                     |    |                          |  |
| Allenatore:         |    |                          |  |
| Giuseppe Chiappella |    |                          |  |

|             |    |          |  |
|             |    |          |  |
|             | 1  | Rihosek  |  |
|             | 2  | Pekorny  |  |
|             | 3  | Hojsik   |  |
|             | 4  | Cemez    |  |
|             | 5  | Hocez    |  |
|             | 6  | Schwarcz |  |
|             | 7  | Nevratil |  |
|             | 8  | Benc     |  |
|             | 9  | Bartovi  |  |
|             | 10 | Sefcik   |  |
|             | 11 | Kois     |  |
|             |    |          |  |
|             |    |          |  |
| Allenatore: |    |          |  |
| ?           |    |          |  |

## Classifica marcatori
|  | Gol | Marcatore           | Squadra           |
|  | --- | ------------------- | ----------------- |
|  | 5   | Friedrich Rafreider | Wiener Sport-Club |
|  | 4   | Erich Hof           | Wiener Sport-Club |
|  | 3   | Vojtech Masny       | Jednota Trencin   |
|  | 3   | Mario Brugnera      | AC Fiorentina     |